# Palazzo Turamini
Palazzo Turamini, poi palazzo del Taja e infine palazzo Grisaldi del Taja, è un edificio storico di Siena, situato in via dei Montanini 53-63.

## Storia e descrizione
Sorto su una struttura medievale precedente per conto della famiglia Turamini, il palazzo fu ingrandito nel Cinquecento nel lato di Via dei Montanini. La proprietà del palazzo passò nel 1648 alla famiglia Del Taja e nel 1841 a un loro ramo, i Grisaldi Del Taja.